# تولماچف دول
تولماچف دول (انگلیسی: Tolmachev Dol) یک کوه آتشفشانی در شبه‌جزیره کامچاتکای کشور روسیه است.